# Yuji Sakakura
Yuji Sakakura, född 7 juni 1967 i Mie prefektur, Japan, är en japansk tidigare fotbollsspelare.